# Marie Maher
Pour les articles homonymes, voir Maher.
Marie Maher est une écrivaine française née le 28 janvier 1972 à La Charité-sur-Loire, dans la Nièvre.

## Biographie
En 2020, elle publie son premier roman, Pour la Beauté du geste chez Alma éditeur, qui relate le soulagement de la narratrice après la disparition d'un père toxique,. Suivent deux autres romans, Klaus Klaus, qui relate l'histoire de Klaus qui a vécu durant son enfance dans une famille maltraitante mais réussit à s'en affranchir en 2022 et Faire sans en 2025,.

## Publications
- Pour la beauté du geste, Alma éditeur, 2020 (ISBN 978-2-36279-478-0).
- Klaus Klaus, Alma éditeur, 2022 (ISBN 978-2-36279-602-9)
- Faire sans, Alma éditeur, 2025 (ISBN 978-2-36279-636-4)